# Villaralto
Villaralto is een gemeente in de Spaanse provincie Córdoba in de regio Andalusië met een oppervlakte van 24 km². Villaralto telt 1.196 inwoners (1 januari 2016).

## Demografische ontwikkeling
Bron: INE, 1857-2011: volkstellingen